# Colisión aérea de Charkhi Dadri
La colisión aérea de Charkhi Dadri ocurrió el 12 de noviembre de 1996 cuando el vuelo 763 de Saudi Arabian Airlines, un Boeing 747-168B, que se dirigía desde Nueva Delhi hacia Dhahran, Arabia Saudita, chocó en el aire, sobre la villa de Charkhi Dadri, con el vuelo 1907 de Kazakhstan Airlines, un Ilyushin Il-76 que volaba de Shymkent, Kazajistán hacia Nueva Delhi. Todas las 349 personas a bordo de ambas aeronaves murieron.
Fue el desastre aéreo más grave de 1996 y de la década de los años 90. Ha sido la colisión aérea más mortífera en la historia de la aviación, además de ser el peor accidente aéreo en la historia de la India.

## Accidente

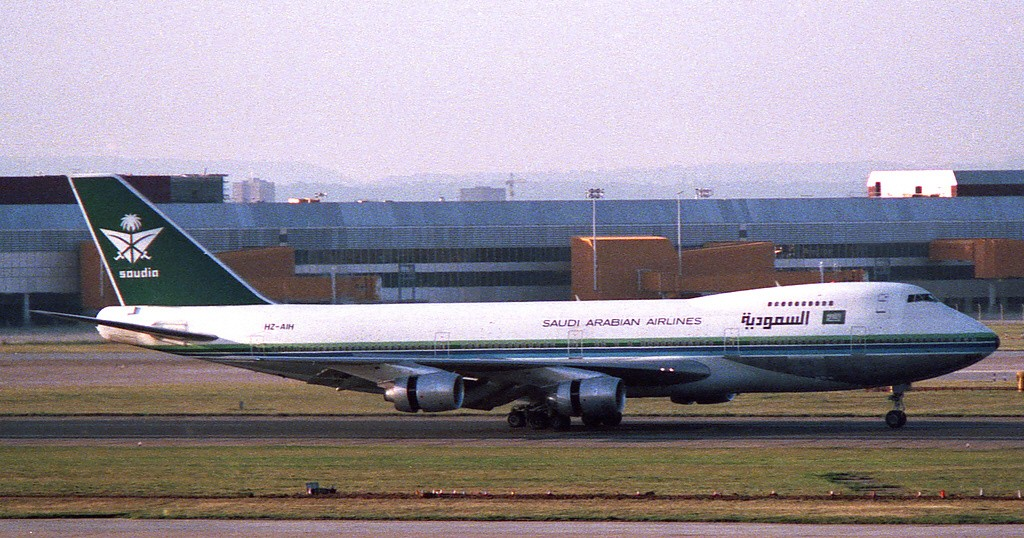
Imagen del avión Boeing 747 HZ-AIH de Saudi Arabian Airlines involucrado en el accidente, fotografiado a inicios de los años 80.

El vuelo 763 despegó del Aeropuerto Internacional Indira Gandhi de Nueva Delhi a las 18:32, hora local. El vuelo 1907 se encontraba, al mismo tiempo, descendiendo en su aproximación a Nueva Delhi.
El vuelo 1907 fue autorizado a descender a 15 000 pies (4572 metros) a 119 km del aeropuerto mientras que el vuelo 763, volando en la misma ruta que el Ilyushin, pero en dirección contraria, fue autorizado para ascender a 14 000 pies (4267 metros). Cerca de ocho minutos después, cerca de las 18:40, la tripulación del vuelo 1907 reportó haber alcanzado los 15 000 pies. En dicho momento, el controlador aéreo le reportó al vuelo «Tráfico a las 12, Boeing 747 de Saudi, 14 millas (23 km). Informe cuando lo vea».
Cuando el controlador llamó de nuevo al vuelo 1907, no recibió respuesta. Advirtió sobre la distancia del otro avión, pero ya era muy tarde. Durante el choque, el ala izquierda del Ilyushin cortó la sección trasera del vuelo 763. El Boeing se desintegró casi de inmediato, mientras que el Ilyushin permaneció estructuralmente intacto hasta que chocó contra el suelo. Los rescatistas encontraron entre los restos del Ilyushin a cuatro sobrevivientes gravemente heridos, los cuales murieron poco después dada la gravedad de sus heridas. También se encontró a dos sobrevivientes del Boeing 747 atados a sus asientos, pero también fallecieron debido a sus heridas graves. Al final, 349 personas murieron.
Un Lockheed C-141 Starlifter estadounidense pasó cerca del lugar del choque al momento del mismo. El capitán Timothy J. Place, que pilotaba dicha aeronave fue testigo de la explosión producto de la colisión.

## Nacionalidades
Las nacionalidades de las 349 personas de los 2 aviones incluyeron 10 países diferentes.
| Nacionalidad   | Vuelo 763 de Saudia | Vuelo 763 de Saudia | Vuelo 763 de Saudia | Vuelo 1907 de Kazakhstan Airlines | Vuelo 1907 de Kazakhstan Airlines | Vuelo 1907 de Kazakhstan Airlines | Total |
| Nacionalidad   | Pasajeros           | Tripulación         | Total               | Pasajeros                         | Tripulación                       | Total                             | Total |
| -------------- | ------------------- | ------------------- | ------------------- | --------------------------------- | --------------------------------- | --------------------------------- | ----- |
| India          | 215                 | 0                   | 215                 | 0                                 | 0                                 | 0                                 | 215   |
| Arabia Saudita | 23                  | 23                  | 46                  | 0                                 | 0                                 | 0                                 | 46    |
| Nepal          | 40                  | 0                   | 40                  | 0                                 | 0                                 | 0                                 | 40    |
| Rusia          | 0                   | 0                   | 0                   | 14                                | 0                                 | 14                                | 14    |
| Kirguistán     | 0                   | 0                   | 0                   | 13                                | 0                                 | 13                                | 13    |
| Kazajistán     | 0                   | 0                   | 0                   | 0                                 | 10                                | 10                                | 10    |
| Estados Unidos | 5                   | 0                   | 5                   | 0                                 | 0                                 | 0                                 | 5     |
| Pakistán       | 3                   | 0                   | 3                   | 0                                 | 0                                 | 0                                 | 3     |
| Reino Unido    | 2                   | 0                   | 2                   | 0                                 | 0                                 | 0                                 | 2     |
| Bangladés      | 1                   | 0                   | 1                   | 0                                 | 0                                 | 0                                 | 1     |
| Total          | 289                 | 23                  | 312                 | 27                                | 10                                | 37                                | 349   |

## Investigación
La investigación e informe del accidente determinó que la tripulación del vuelo 1907 falló al seguir las órdenes del controlador aéreo, ya que descendió de los 15 000 pies asignados a 14 000 pies, e incluso más. El informe dio como causa de esta falla en el procedimiento operativo los conocimientos insuficientes en inglés de la tripulación del Ilyushin, quienes pudieron no entender con claridad las órdenes del controlador. También, dice el informe, los pilotos kazajos trataron de subir el avión a 15 000 pies, justo antes de chocar; de no haber tratado de ascender, el choque no hubiese ocurrido.
También se determinó que la infraestructura aérea de Nueva Delhi jugó una parte fundamental en la tragedia, puesto que los radares de control de Nueva Delhi eran obsoletos y no medían la altitud de las aeronaves, solo su posición aproximada. Además de esto, el espacio aéreo civil de Nueva Delhi solo tenía un corredor para despegues y aproximaciones, ya que la mayor parte del espacio aéreo estaba controlado por la Fuerza Aérea India. Dado esto, el informe recomendó cambios en los procedimientos e infraestructura del espacio aéreo de Nueva Delhi, tales como la instalación de un radar con capacidad de medir la altitud de las aeronaves, creación de nuevos corredores aéreos que estén separados para vuelos que salen y que entran, y reducción del espacio aéreo bajo control de la Fuerza Aérea India.
Tras el choque, las autoridades de la aviación civil en India hicieron obligatorio el uso en todos los aviones, que usaran el espacio aéreo indio, el TCAS (Traffic Collision Avoidance System, en español Sistema de Advertencia de Colisión Aérea). Fue la primera vez en el mundo que el TCAS fue implantado de manera obligatoria.

## Filmografía
Este accidente fue presentado en la séptima temporada del programa de televisión canadiense Mayday: catástrofes aéreas, en el episodio titulado «Rumbo de choque».